# Kaukasisk try
Kaukasisk try (Lonicera caucasica) är en kaprifolväxtart som beskrevs av Pall.. Enligt Catalogue of Life ingår Kaukasisk try i släktet tryar och familjen kaprifolväxter, men enligt Dyntaxa är tillhörigheten istället släktet tryar och familjen kaprifolväxter. Arten förekommer tillfälligt i Sverige, men reproducerar sig inte.

## Underarter
Arten delas in i följande underarter:
- L. c. caucasica
- L. c. govaniana
- L. c. orientalis
- L. c. longifolia